# La Coromina (Gurb)
La Coromina és una masia de Gurb (Osona) inclosa a l'Inventari del Patrimoni Arquitectònic de Catalunya.

## Descripció
Les estructures originals giren entorn d'un pati central, obert a l'exterior per mitjà d'un portal cobert amb una petita teulada a doble vessant. La dependència principal és la masia amb una porta al centre de la façana d'arc de mig punt. Les obertures són petites i de formes regulars.

## Història
Aquesta masia és un exemple de les masies de Gurb de la Plana que han sofert modificacions degudes a la necessitat d'ampliar l'espai d'habitatge o les dependències destinades al bestiar, però sense tenir en compte la preservació de l'antiga estructura, tapiant finestres, ocupant la façana principal i creant un gran contrast de materials.
L'estructura original data del 1777, segons Miquel Rierola.